# Сенат Камбоджи
Сенат (кхмер. ព្រឹទ្ធសភា) — верхняя палата Парламента Камбоджи.

## Выборы
Сенат состоит из 62 человек; 58 из них избираются на шесть лет советами коммун из 24 провинций, двоих членов выдвигает король Камбоджи ещё двоих членов выдвигает Национальная ассамблея

## История
Первое заседание Сената состоялось 25 марта 1999 года, а первые выборы прошли 22 января 2006 года. Пятый созыв Сената принял присягу и вступил в должность 3 апреля 2024 года.
Следующие выборы намечены на 2030 год.

## Полномочия
Срок полномочий Сената составляет шесть лет и заканчивается в день вступления в должность нового Сената.
Сенат проводит свои очередные сессии два раза в год. Каждая сессия длится не менее трех месяцев. По запросу короля, премьер-министра или не менее одной трети всех сенаторов Сенат созывается на внеочередную сессию.
Абсолютное большинство голосов всех сенаторов используется в следующих случаях:
Выборы президента, заместителей председателя Сената и всех членов комиссий или специальной комиссии
Принятие органических законов
Принятие внутреннего распорядка Сената
Принятие законов или вопросов
Большинство в две трети голосов всех сенаторов используется в следующих случаях:
Принятие изменений в Конституцию
Голосование, касающееся решения об обвинении, аресте, задержании, дисциплинарном взыскании, лишении депутатской неприкосновенности, или отстранения от должности сенатора.

## Партии
|       | НПК                   | 45 | 46 | 58 | 55 |
|       | ФУНСИНПЕК             | 10 | 0  | 0  | 0  |
|       | Сам Рейнси            | 2  | 11 | 0  | 0  |
|       | Партия кхмерской воли | 0  | 0  | 0  | 3  |
| Всего | Всего                 | 57 | 57 | 58 | 58 |